# Reial Escola Superior d'Art Dramàtic
La Reial Escola Superior d'Art Dramàtic (RESAD) és una institució pública d'ensenyaments artístics superiors teatrals situada a Madrid, Espanya. Es va inaugurar en 1831 i és actualment una de les escoles de art dramàtic més importants d'Espanya. Des de juliol de 2017 el seu director és Pablo Iglesias Simón.

## Història
La Real Escola Superior d'Art Dramàtic va ser creada en 1831 impulsada per la reina Maria Cristina de Borbó, esposa de Ferran VII. En el moment de la seva creació va ser anomenada «Reial Conservatori de Música i Declamació». María Cristina estava molt interessada per la música i el teatre líric. Anteriorment, en 1830, ella ja havia format un conservatori de música sota la direcció de Francesco Piermarini, tenor italià. Tractava de posar fi al penós estat en què es trobava el país respecte a formació cultural. En adonar-se de la gairebé exclusivitat de l'italià, que deixava de costat el vers espanyol, amplia el Conservatori amb l'Escola Nacional de Declamació.
Prèviament, l'actor Isidoro Máiquez (1768-1820) havia denunciat el panorama actual i exposat la necessitat d'una formació teatral. Aquesta mentalitat estava molt influenciada per Talma, el gran renovador de la Comédie-Française. Les seves idees serien tingudes en compte pels assessors reals, encara que tenint alguns detractors.

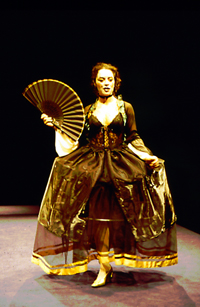
Representació a la RESAD.

Al principi, el Conservatori de Música i Declamació es va situar en el palau del Marquès de Revillagigedo al carrer d'Isabel la Catòlica. Comptava amb les següents assignatures: Declamació, Literatura i Primeres Lletres, Religió, Esgrima, Música i Llengües. Els primers mestres eren companys de Máiquez: Joaquín Caprara, Carlos Latorre i José García Luna. Aquests dos últims van rebre el títol de «Don», una cosa poc usual entre actors i còmics. Julián Romea, deixeble de Don Carlos Latorre, destacarà a l'escola a mitjan segle xix.
En 1850, poc després de la inauguració del Teatre Reial amb La favorita, de Donizetti, es decideix que el Conservatori se situï en la part posterior del teatre en un ampli saló de ball. Disset anys després, després d'un incendi durant un assaig, el teatre es veu obligat a tancar durant un mes. Després de la Revolució de 1868, que destrona Isabel II, és nomenat director provisional del Conservatori Baltasar Saldoni. Sis mesos després el succeeix Emilio Arrieta. En aquest moment els pressupostos són molt reduïts com el nombre de docents, dotze. A poc a poc, Arrieta aconsegueix anar normalitzant la situació fins a aconseguir quaranta professors docents. Entre ells José Valero, Teodoro Lamadrid i Matilde Díez.
En 1911 es proclama el reglament del Reial Conservatori de Música i Declamació. S'estableix dins dels estudis de teatre els ensenyaments oficials de Declamació Pràctica, Indumentària, Història de la Literatura Dramàtica, Esgrima i Solfeig. Aquest reglament roman fins a la Segona República.
Al juny de 1924 l'arquitecte del Teatre Reial avisa que l'edifici està a punt de caure's. A l'octubre de 1925 apareix una gran esquerda que trenca la instal·lació de l'aigua, sent necessari el desallotjament. La seva nova situació serà el Teatro de la Princesa que, després de la mort de María Guerrero i Fernando Díaz de Mendoza, es converteix en el Teatro Nacional María Guerrero. Més tard el Conservatori es va traslladar al palau del banquer Bauer, al carrer San Bernardo.
Després de ser proclamada la Segona República, el 14 d'abril de 1931, el Conservatori es passa a dir Conservatori Nacional de Música i Declamació. Acabada la Guerra Civil es restaura l'antic nom i entra un nou professor per mèrits en la guerra, Fernando Fernández de Córdoba. Així mateix estan fent classe Ricardo Calvo i Guillermo Marín.
L'11 de març de 1952 la secció de Declamació del Conservatori passa a dir-se Reial Escola Superior d'Art Dramàtic. Guillem Díaz-Plaja, professor d'Història de la Literatura Dramàtica es converteix en director de l'Escola. En 1966 es trasllada de nou al Teatre Real, sent reformada en 1967, seguint les noves línies de Díaz-Plaja. En 1966 s'impartien en tres anys les matèries de Dicció i Lectura Expressiva, Mimodrama, Interpretació, Pràctiques Escèniques, Història del Teatre, Història del Vestit, Ambientació Escènica, Cultura Dramàtica, Història de la Cultura, Psicologia del Gest, Caracterització, Història de la Interpretació, Pràctiques d'Acomodació Interpretativa les Tècniques de la Televisió i Ràdio. En créixer tant els estudis de Dansa es creen estudis especials per a això. Així l'Escola es reestructura i passa a denominar-se Real Escola Superior d'Art Dramàtic i Dansa.
Des de 1966 fins a 1990 la seu roman al costat del Conservatori Superior de Música en el Teatre Reial. Quan el Ministeri de Cultura decideix remodelar, s'estableix com a lloc provisional de l'escola un col·legi municipal al carrer Requena, a la Plaça d'Oriente. Es va arribar a planejar el projecte d'un edifici per a la RESAD en un solar s Avinguda de Nazaret, prop del Retiro. En el trasllat a Requena la secció de dansa s'escindeix, l'actual Escola Professional de Dansa. Per tant, es torna a dir Reial Escola Superior d'Art Dramàtic.

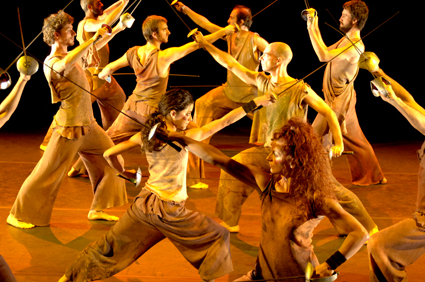
Tierra en armas (2006).

El 3 d'octubre de 1990 s'aprova la Llei orgànica d'Ordenació General del Sistema Educatiu (LOGSE) on s'especifica que els estudis d'art dramàtic passen a ser estudis de rang universitari, primer equivalents a diplomatura i, més tard, equivalents a llicenciatura. Els reials decrets de 26 de juny i 1 d'agost de 1992 estableixen normes i el currículum dels ensenyaments d'Art Dramàtic.
l'El
16 de març de 1998 s'inaugura la seva seu actual en Avinguda de Nazaret, amb la presència de la infanta Cristina. L'edifici és obra dels arquitectes Manuel Briñas Coronat i Fernando Romero Domínguez.
En 1998, el catedràtic de Dramatúrgia Ricardo Doménech va fundar la revista de recerca teatral Acotaciones, dirigida fins a juliol de l'any 2010 pel dramaturg i professor de Teoria Teatral Pedro Víllora, i des de l'any 2011 per Fernando Doménech.

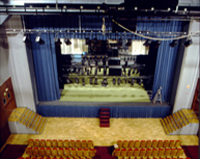
Teatre de la RESAD.

## Plans d'estudis
La RESAD compta actualment amb quatre especialitats cursades en quatre anys: Interpretació, Direcció d'Escena, Dramatúrgia i Escenografia.
Al seu torn l'especialitat d'Interpretació té tres recorreguts: Interpretació Textual, Interpretació Gestual i Interpretació Musical. Així mateix Direcció d'Escena i Dramatúrgia, fins i tot tenint assignatures comunes, se subdivideixen en Direcció d'Escena d'una banda i Dramatúrgia per un altre orientada a l'escriptura teatral. En el futur es tractarà d'establir nous recorreguts.

## Artistes i professors

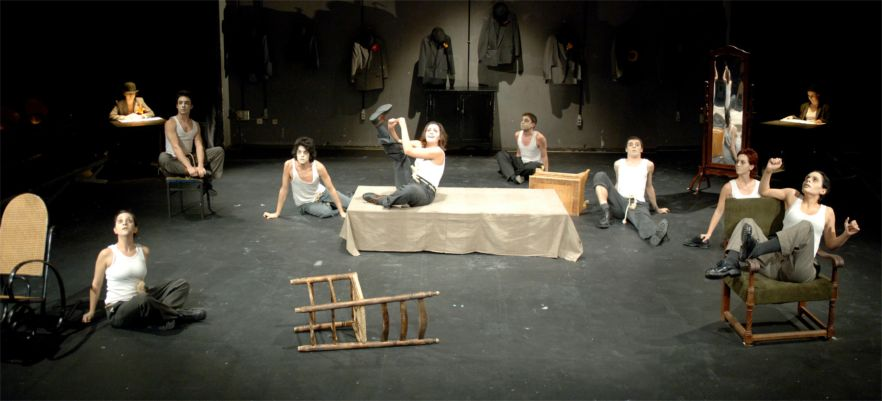
Representació en la RESAD.

Entre ells figuren els catedràtics de Declamació Antonio Vico i Pintos i María Tubau, com a professor de cant el director i dramaturg Miguel Tubía, l'actriu i directora Amparo Reyes (que també va dirigir la RESAD en 1975), l'actor Manuel Dicenta, Mercedes Prendes, Nieves Suárez, professor Hermann Bonnín i Llinàs, William Layton, el professor invitat Roy Hart, Ernesto Caballero, Jorge Eines, l'autor Miguel Romero Esteo, Juan Mayorga, Francisco Nieva, José Monleón, Marta Schinca, Elvira Sanz, José Estruch, Juan Pastor, Miguel Narros, Julio Castronuovo, Pilar Francés, Antonio Malonda, Javier Cámara, Alba López, Juan Manuel Cifuentes, Iñaki Miramón, Natalia Verbeke, Eduardo Noriega, Bárbara Lennie, Raúl Fernández de Pablo, Álex Tormo, Daniel Muriel, Inge Martín, Juan Ceacero, Andrés Rus, Vicente Camacho, Alejandro Navamuel, Blanca Portillo, Luis Perezagua, Josep Maria Pou, Manuela Paso, Tomás Repila, Lidia Palazuelos, Óscar Hernández, Eduardo Guerrero, Josep Albert, Chema León, Vicente León, Susana Lumbreras, Goyo Pastor, l'autor i director Pedro Víllora, les escriptores Yolanda Pallín i Itziar Pascual, Daniel Sarasola, l'actor i dramaturg Julio Escalada… i, finalment, els últims directors de la RESAD: Francisco García Pavón, Ricardo Doménech (en dues ocasions), Rafael Pérez-Sierra, Maruja López, Lourdes Ortiz, Miguel Medina Vicario, José Luis Alonso de Santos, Juan José Granda, Ignacio García May, Ignacio Amestoy, Ángel Martínez Roger, Rafael Ruiz i l'actual Pablo Iglesias Simón.